# Стрешево
Стрешево (рос. Стрешево) — присілок у Лузькому районі Ленінградської області Російської Федерації.
Населення становить 39 осіб. Належить до муніципального утворення Дзержинське сільське поселення.

## Історія
Згідно із законом від 28 вересня 2004 року № 65-оз належить до муніципального утворення Дзержинське сільське поселення.

## Населення
| 2007 | 2010 |
| ---- | ---- |
| 33   | ↗39  |